# Катастрофа Як-40 в Бухаре
Катастрофа Як-40 в Бухаре — авиационная катастрофа, произошедшая субботним утром 14 декабря 1974 года в Бухаре. Авиалайнер Як-40 Душанбинского ОАО предприятия «Аэрофлот» начал выполнять регулярный внутренний рейс SU-124 по маршруту Бухара — Душанбе, но при взлёте из Бухарского аэропорта лайнер не поднялся в воздух, после чего выкатился за пределы ВПП. Вскоре лайнер столкнулся с бруствером и деревьями, разрушившись. Из находившихся на его борту 19 человек — 15 пассажиров и 4 членов экипажа, погибли 7, выжили 8, из которых ранения получили 4.

## Самолёт
Як-40 с бортовым номером СССР-87630 (заводской — 9131119) был собран на Саратовском авиационном заводе 30 сентября 1971 года и был передан Министерству гражданской авиации СССР («Аэрофлот»), которое передало его в Душанбинский объединённый авиаотряд Таджикского управления гражданской авиации. На момент катастрофы лайнер налетал 3 637 часа и совершил 4 595 циклов «взлёт-посадка».

## Экипаж
Состав экипажа рейса SU-124 был из 186-го лётного отряда Душанбинского ОАО, в состав которого входили 4 человек:
- Командир воздушного судна (КВС) — Александр Михайлович Савельев;
- Второй пилот  — Михаил Васильевич Чевтаев;
- Бортинженер — Николай Николаевич Симерзин;

В салоне авиалайнера работала стюардесса Мухаббат Закирова.

## Катастрофа
14 декабря 1974 года Як-40 борт СССР-87630 летел из Бухары в Душанбе. Экипаж производил с искусственной взлётно-посадочной полосы длиной 1 500 м (концевая полоса безопасности — 400 м) с магнитным курсом 12° при ветре 360° 12 м/с. Экипаж, согласно показаниям, при подготовке к взлёту установил стабилизатор в расчётное положение −3°, расстопорил рули и проверил их действие. На предварительном старте закрылки выпущены на 20°. Исполнительный старт находился в 50-100 м от начала ВПП.
Через 18-19 секунд после начала взлета на скорости 145—150 км/ч (330—360 м от начала разбега) при попытке разгрузить переднюю опору шасси взятием штурвала «на себя» КВС почувствовал помехи его движению. На его тревожный вопрос второй пилот ответил — «Рули расстопорены, зелёная лампочка горит» и попытался расстопорить рули при выключенном АЗС стопорения. Не определив причину создавшегося положения, КВС увеличением угла отклонения стабилизатора до −5° пытался создать кабрирующий момент. Убедившись в невозможности отрыва самолёта, на удалении 300 м от конца ВПП, он принял решение о прекращении взлёта и дал команду выключить двигатели, закрыть пожарные краны и обесточить самолет. Команды были выполнены бортмехаником и вторым пилотом. Скорость в этот момент составляла около 215 км/ч. С момента обнаружения ограничения хода штурвальной колонки до выключения двигателей прошло 16-18 секунд КВС применил торможение, но вследствие большой скорости и значительной подъемной силы, сцепление колес с поверхностью было слабым.
Як-40 на значительной скорости выкатился за пределы ВПП, столкнулся с бруствером траншеи и деревьями, частично разрушился и загорелся. При столкновении с канавой все опоры шасси оторвались. При дальнейших ударах о деревья разрушились обе плоскости крыла, а после столкновения с насыпью канавы разрушился фюзеляж. Самолёт остановился в 140 м от КПБ (540 м от конца ВПП). При ударе часть пассажиров вместе с креслами сместилась вперёд, что затруднило открытие пилотской двери и аварийного выхода. Приоткрыв пилотскую дверь, экипаж высадил 5 пассажиров через верхний люк пилотской кабины и сам покинул самолёт. 3 пассажира самостоятельно выбрались через проломы в фюзеляже. В результате пожара лайнер почти полностью сгорел. Из восьми выживших пассажиров четверо получили ранения. Катастрофа произошла в 11:01 местного времени. При исследовании механизма стопорения руля высоты УТ-6Д обнаружено, что он имел выход штока на величину 17-18 мм, что соответствует застопоренному положению руля высоты.

## Причины
Согласно выводам комиссии, причиной катастрофы является отсутствие перемещения штурвальной колонки на разбеге, что могло быть результатом самопроизвольного стопорения руля высоты и последующей ошибки экипажа — позднего принятия решения на прекращение взлёта. Истинную причину неисправностей в системе стопорения рулей установить не удалось. Техническая экспертиза ГосНИИ ГА также не смогла установить причину отказа, но по их заключению наиболее часто в системе проявляется дефект в виде коррозии штепсельных разъемов, который приводит к нарушению работы сигнализации системы стопорения и предрасполагает к возможности самопроизвольного срабатывания электромеханизмов УТ-6Д на стопорение.